# Guillermo Galván Galván

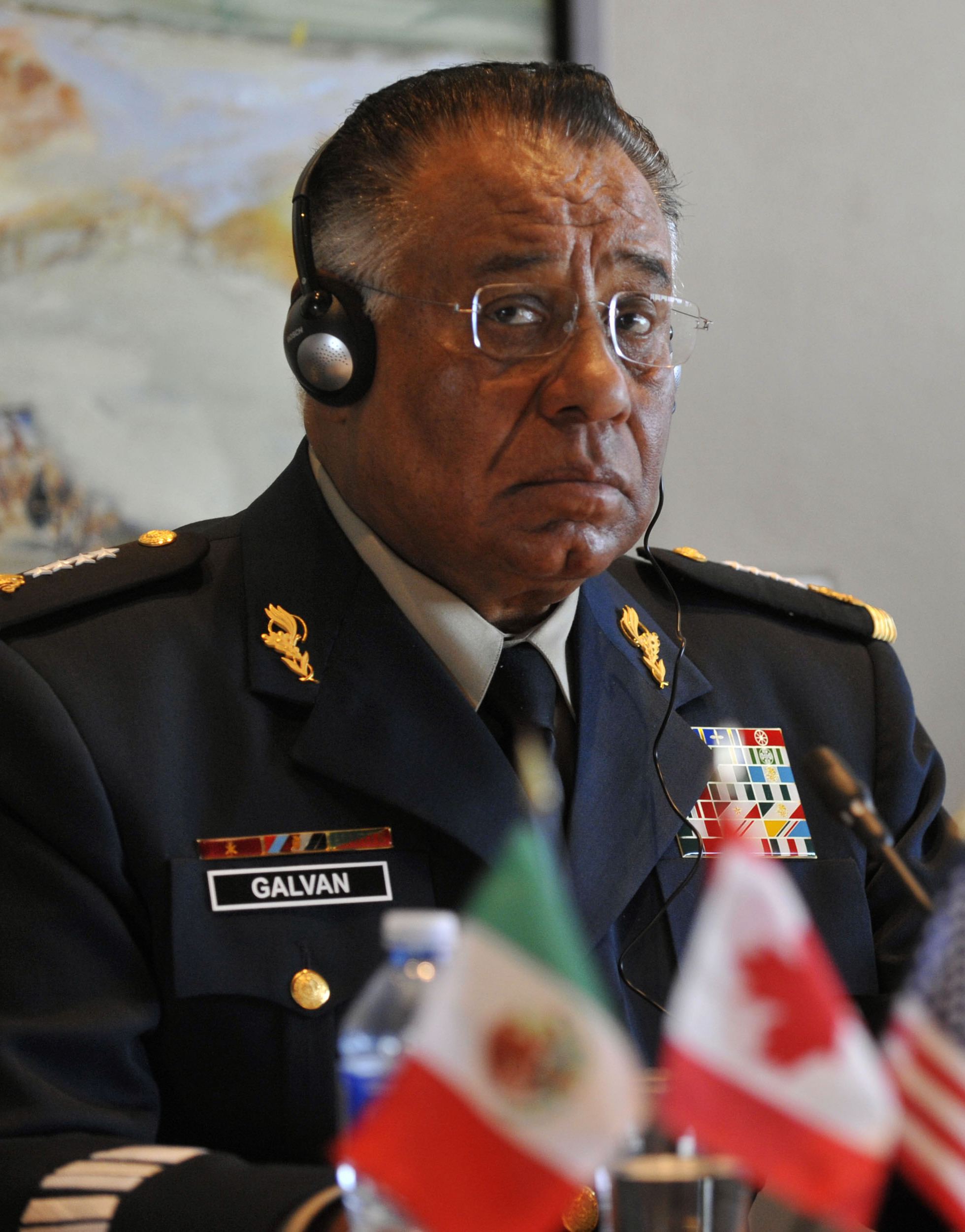
Guillermo Galván Galván

Guillermo Galván Galván (Mexico-Stad, 19 januari 1943) is een Mexicaans militair. Van 1 december 2006 tot 1 december 2012 was hij minister van Defensie.
Galván is afgestudeerd aan het Heldhaftig Militair College. Galván heeft gediend als bevelhebber van meerdere militaire regio's, als opperbevelhebber van het eerste legerkorps, als rector van de Militaire Academie en als militair attaché van Mexico in Spanje voor hij in 2004 als onderminister van Defensie werd benoemd. President Felipe Calderón benoemde hem op 1 december 2006 tot minister van Defensie.